# Гуморески (Дворжак)
Гуморески (чеськ.: Humoresky), ор. 101 (B. 187) — цикл п'єс для фортепіано чеського композитора Антоніна Дворжака, написаний влітку 1894 року.  

## Історія
Під час свого перебування в США, коли Дворжак був директором консерваторії у Нью-йорку (1892–1895), композитор занотував багато цікавих музичних тем. Він використав деякі з них в таких композиціях, як симфонія «Новий світ», Струнний квартет №12, квінтет Es-dur й у Сонатині для скрипки, але деякі теми залишилися невикористаними.
У 1894 році Дворжак провів літо з родиною в Чехії, у Пршибрамі. Під час цієї відпустки Дворжак повернувся до роботи над матеріалом й створювати новий цикл коротких фортепіанних п’єс. 19 липня 1894 року Дворжак написав першу гумореску сі-мажор, яка тепер шоста в циклі. Проте невдовзі композитор почав створювати партитури до творів, які планувалося опублікувати. Партитура була завершена 27 серпня 1894 року.
Цикл отримав назву «Гуморески» незадовго до того, як Дворжак надіслав партитуру своєму німецькому видавцю Фріцу Зімроку. Збірка вийшла у видавництві Simrock восени 1894 року.
На думку американського музичного критика Девіда Гурвіца сьома гумореска певно найвідоміший невеликий твір для фортепіано після «Для Елізи» Бетховена.

## Структура
Цикл складається з восьми частин:
1. Vivace (мі-бемоль мінор)
2. Поко анданте (сі мажор)
3. Poco andante e molto cantabile (ля-бемоль мажор)
4. Поко анданте (фа мажор)
5. Vivace (ля мінор)
6. Poco allegretto (сі мажор)
7. Poco lento e grazioso (соль-бемоль мажор)
8. Poco andante — Vivace — Meno mosso, quasi Tempo I (сі-бемоль мінор)

## Записи
- Міша Елман[2] та Фріц Крейслер[3] записали кожен свою власну обробку гуморески № 7 для скрипки та фортепіано в 1910 році. Обидва були випущені на Victor Records: каталожні номери 74163[4] та 74180[5] відповідно.
- Ісаак Стерн і Мілтон Катімс записали власну обробку гуморески № 7 для скрипки з оркестром у 1965 і 1973 роках.
- Джек Вайт записав пісню за мотивами твору для свого альбому Boarding House Reach у 2018 році. Тексти був написаний горезвісним гангстером Аль Капоне під час ув'язнення в Алькатрасі в 1920-х роках[6]. Вайт придбав оригінальний рукопис, написаний Капоне, на аукціоні в 2017 році[7].
- Концерт Dvořák in Prague: A Celebration, випущений Sony на компакт-диску в 1994 році та Kultur на DVD у 2007 році, включає виконання Гуморески № 1 Рудольфом Фіркушним та виконання Гуморески № 7 у версії, аранжованій Оскаром Моравецом для Іцхака Перлмана (скрипка), Йо-Йо Ма (віолончель) і Бостонського симфонічного оркестра під керівництвом Сейдзі Одзава[8].